# Ziridava rufinigra
Ziridava rufinigra là một loài bướm đêm trong họ Geometridae.